# Crowdin
Crowdin è una società proprietaria di servizi e tecnologia di localizzazione e traduzione basata su cloud. Fornisce un SaaS per prodotti commerciali e fornisce una versione gratuita per progetti open source non commerciali e progetti a scopo educativo. Ha sede a Tallinn, in Estonia.

## Storia
L'azienda è stata fondata nel 2008 dal programmatore ucraino Serhiy Dmytryshyn, come progetto hobby per la localizzazione di piccoli progetti. Però il lancio ufficiale della piattaforma è avvenuto nel gennaio 2009. Da allora, è stato adottato tra molte aziende di sviluppo di software e giochi(ad esempio il popolare Minecraft), per la traduzione di software.

## Tecniche di traduzione
Il software dispone di un editor di traduzione online,  in cui i testi possono essere tradotti e riletti dai linguisti. Le strategie di traduzione includono il team di traduzione interno, il crowdsourcing, e l'agenzia di traduzione. Crowdin ha un mercato con agenzie di traduzione: Inlingo, Alconost, Applingua, Babble-on, Gengo, Tomedes, Translated, Translate by Humans, WritePath, Farsi Translation Services, Bureau Translations, e2f, Web-lingo, Leanlane e Acclaro.
Crowdin ha integrato una traduzione automatica nel flusso di lavoro della traduzione, Attualmente supporta i seguenti sistemi MT: Microsoft Translator, Yandex.Translate, Google Traduttore, Amazon Traduttore, Watson (IBM) e DeepL. Le traduzioni automatiche possono essere modificate in seguito.